# Oshiwambo
Oversat fra engelsk-Ovambo-sproget Oshiwambo er en dialektklynge, der tales af Ovambo-folket i det sydlige Angola og det nordlige Namibia, hvoraf de skriftlige standarder er Kwanyama og Ndonga. Det oprindelige navn på sproget er Oshiwambo, der også bruges specifikt til Kwanyama- og Ndonga-dialekterne.
| Sprog | Spire Denne artikel om sprog er en spire som bør udbygges. Du er velkommen til at hjælpe Wikipedia ved at udvide den. |